# Enmienda (moción)
En los procedimientos parlamentarios, la moción de enmienda se utiliza para modificar otra moción. Una enmienda podría enmendarse a sí misma. Un procedimiento relacionado es llenar espacios en blanco en una moción.

## Explicación y uso
Usando las Reglas de Orden de Robert recientemente revisadas (RONR), todas las mociones principales pueden ser enmendadas, por las llamadas enmiendas de "primer orden". Una enmienda de primer orden puede ser enmendada, por enmiendas de "segundo orden". Sin embargo, el límite es que no se puede enmendar una enmienda de segundo orden, porque sería demasiado complicado.
También podrán ser enmendadas las mociones secundarias que, por su naturaleza, incluyen un elemento variable. Por ejemplo, la moción de aplazamiento puede modificarse en cuanto a la duración es este; la moción para limitar o extender los límites del debate puede ser enmendada en cuanto al número o duración de los discursos o el tiempo total a ser consumido; y la moción para comprometer o referir puede ser enmendada en cuanto a los detalles del comité o el tiempo dentro del cual el comité debe informar.

### Formas y usos de la moción
La moción de enmienda toma tres formas básicas:
- Insertar o agregar palabras o párrafos.
- Tachar palabras o párrafos.
- Tachar palabras e insertar o añadir otras, o sustituir un párrafo entero o una resolución completa por otro.

Una enmienda sustituta es una enmienda que reemplazaría el lenguaje existente de una propuesta u otra enmienda con el suyo propio.
Una enmienda se puede utilizar para diluir una moción en una forma que sea más probable que sea aceptada o para convertirla en una forma que sea más probable que sea rechazada.

### Procedimiento
Una enmienda propuesta se trata como muchas otras mociones en el sentido de que se puede debatir y votar. Esto podría hacerse incluso en el caso de una enmienda amistosa. Una enmienda podría aprobarse con un voto mayoritario, independientemente del voto requerido para aprobar la moción principal. Después de aprobar o rechazar una enmienda, la moción principal todavía necesita ser votada.

## "Llenar espacios en blanco"
Un procedimiento relacionado que cambia la redacción en una moción es el dispositivo de llenar espacios en blanco. Se podría crear un espacio en blanco adoptando una moción para crearlo y luego los miembros podrían hacer sugerencias para llenarlo. Este procedimiento es útil porque permite votar sobre un número ilimitado de sugerencias en lugar del límite de permitir solo enmiendas de primer y segundo orden (es decir, solo se permiten una enmienda a una moción y una enmienda a la enmienda). Un ejemplo son las nominaciones: que son, en efecto, propuestas para llenar el espacio en blanco en la moción (por ejemplo, "que... sea elegido".